# Pau Freixas
Pau Freixas (Barcelona, 25 de octubre de 1973) es un director, guionista y productor de cine y televisión español. Desde 2011 y hasta 2012 dirigió y coprodujo la serie de televisión Polseres Vermelles (en castellano Pulseras rojas), creada y escrita por Albert Espinosa, cuya segunda temporada emitió TV3 (Televisió de Catalunya) en 2012. Actualmente desde 2016 es director y guionista de la nueva serie de Telecinco, Sé quien eres.

## Biografía
De vocación temprana, Freixas estudió Imagen y Sonido en un centro de Formación Profesional en una época en la que en Cataluña no existían escuelas de cinematografía y las profesiones relacionadas con el mundo del cine no disponían de una formación académica reglada en centros universitarios. Tras finalizar sus estudios, dirigió Dobles, su primer cortometraje amateur en formato 35 mm.

## Carrera

### Inicios
En 2000 escribió y dirigió algunos episodios de la sitcom Happy House, creada por Francesc Bellmunt y José Corbacho y emitida por TVE-Cataluña.

### Primeros trabajos en cine
En 2001 escribe y dirige su primer largometraje, Cactus, una historia que narra, en clave de humor, las peripecias de cuatro jóvenes huérfanos que se reencuentran tras veinticinco años para tratar de salvar de la ruina, recurriendo al robo y al crimen, el convento en el que fueron criados y del que huyeron años atrás. El estreno en cines, inicialmente previsto para octubre de 2002, tuvo que aplazarse debido a las presiones y amenazas sufridas por los productores y distribuidores de la cinta y por algunas salas de cine por parte de ciertos sectores supuestamente vinculados a la jerarquía de la Conferencia Episcopal Española, que consideraban la película como "difamatoria y calumniosa" contra la Iglesia católica.
En 2003 rueda su segundo largometraje, Cámara oscura, cuyo guion coescribió junto con Hèctor Claramunt. Por esta película de terror psicológico, producida por Iris Star y Manga Films y protagonizada por Silke y Unax Ugalde, Freixas fue galardonado como mejor director novel en la III Edición de los Premis Barcelona de Cinema. Además, la cinta compitió en la sección oficial del Festival de Cinema Fantàstic de Sitges.
Posteriormente, Freixas y Claramunt volvieron a escribir conjuntamente un guion de terror psicológico, titulado La hora muerta. Se esperaba que el rodaje, de nuevo con Iris Star y Manga Films, pudiese comenzar en septiembre de 2004, pero el proyecto finalmente no se llevó a cabo.
Estrenada en agosto de 2004, Cámara oscura no obtuvo los resultados esperados, ni de taquilla nacional ni de crítica, si bien se vendió a 36 países. Pero el productor de la película, Luis de Val, propuso a Freixas, en el año 2006, embarcarse con su recientemente creada productora Media Films en un nuevo proyecto cinematográfico, esta vez de corte mucho más personal, alejado del thriller y del terror juvenil. De Val tenía un empeño personal muy concreto: hacer una película sobre la infancia perdida y la nostalgia que esa pérdida provoca. "Queríamos contar cómo éramos justo antes de perder nuestra inocencia y, concretamente, en nuestros veranos". Partiendo de esa idea, el guionista Albert Espinosa, que no dudó en unirse al proyecto en cuanto se lo propusieron, y el propio Pau Freixas escribieron a cuatro manos un emotivo guion inicialmente titulado La cabana dels herois (La cabaña de los héroes) y centrado en las vivencias de una pandilla de niños de mediados de los 80 que viven su último verano en un pueblo de la costa catalana. El proceso de escritura de guion fue lento y los plazos inicialmente previstos (rodaje en verano de 2007 y estreno a finales de 2008) se dilataron.

### Televisión
En los años siguientes (2006-2009) se centró en la televisión. Así, su siguiente trabajo fue la miniserie Àngels i Sants (Àngels y Sants), que Televisió de Catalunya emitió entre enero y marzo de 2006. Freixas dirigió los siete episodios y firmó el guion de dos de ellos. Esta serie supuso, tras Cámara oscura, la segunda colaboración entre el director y el actor Lluis Homar, con el que desde entonces le une una estrecha relación profesional y amistosa (posteriormente, Homar también trabajaría en la película Héroes).
Dirigió también dos episodios de la primera y única temporada de la serie R.I.S. Científica (2007), protagonizada por José Coronado y emitida por Telecinco, y un episodio de la tercera y última temporada de Hermanos y detectives (2009), también emitida por Telecinco. Además, en 2008 dirigió tres episodios y coprodujo seis de la primera temporada de la serie Los misterios de Laura, protagonizada por María Pujalte y emitida por Televisión Española en el verano de 2009. De esta serie también dirigió un episodio de la segunda temporada, cuya emisión, en mayo de 2011, curiosamente coincidió en horario de máxima audiencia con el estreno en TV3 del último capítulo de la exitosa serie catalana Polseres vermelles, dirigida también por Freixas.

### Trabajos recientes en cine y televisión
Tras tres años de gestación y uno en el que el proyecto de La cabana dels herois (La cabaña de los héroes), con el casting ya finalizado, estuvo paralizado por falta de financiación, la película pudo al fin rodarse, en el verano de 2009, en diversas localizaciones de la costa y el interior de Cataluña. El filme, finalmente titulado Herois (Héroes) y perteneciente, según el productor Luis de Val, "a un género más propio de la cinematografía americana", rememora las vacaciones de verano de los años 80 en los pueblos del litoral y prelitoral catalán, a partir de flashbacks desde la época actual.
Herois, rodada fundamentalmente en catalán con algunas escenas en castellano, fue presentada a concurso, en abril de 2010, en la XIII Edición del Festival de Cine Español de Málaga (obteniendo una calurosa acogida de los espectadores y dos galardones: la Biznaga de Plata-Premio del público y el premio al mejor vestuario) y exhibida fuera de concurso, en octubre de 2010, en el Festival de Cinema Fantàstic de Sitges. Ese mismo mes fue estrenada en salas de cine en sus dos versiones (V. O. en catalán y doblada al castellano). Posteriormente, en enero de 2011, la cinta estuvo nominada en diez categorías en la III Edición de los Premios Gaudí de la Academia de Cine Catalán.
En el verano de 2010, Freixas se embarcó en un nuevo proyecto con Albert Espinosa, coguionista de Herois: la serie de televisión Polseres vermelles (en castellano Pulseras rojas), creada por el propio Espinosa. El argumento y el guion corrieron a cargo del autor y Pau Freixas dirigió siete de los trece episodios; la serie, además, está coproducida por ambos. El rodaje de la 1.ª temporada culminó en octubre de 2010.
Polseres vermelles narra la historia cotidiana de un grupo de adolescentes que coinciden en un hospital a causa de sus enfermedades, y habla, siempre con humor y ternura, del valor de la amistad, las ganas de vivir y el afán de superación. El guion original ―basado en el libro El mundo amarillo (2008), del propio Espinosa― está pensado para cuatro temporadas, y de momento la serie (coproducida por Castelao Producciones y Televisió de Catalunya), tras el notable éxito de audiencia y crítica de la 1.ª temporada (emitida, entre enero y mayo de 2011, por el canal autonómico TV3), renovó una segunda, que constó de 15 nuevos episodios y fue emitida durante el año 2012.
Actualmente, Freixas compagina sus proyectos cinematográficos y televisivos con la impartición de cursos de dirección en la Escola Superior de Cinema i Audiovisuals de Catalunya (ESCAC).
Desde principios de febrero de 2016, es director de la serie Sé quien eres de la cadena Telecinco, en la que ya hay grabada una temporada de 10 episodios.
En diciembre de 2019 estrenó en Netflix, una miniserie llamada "Días de Navidad". .
En 2022 estrena “Todos mienten” una miniserie de 6 episodios.
En 2023 estrena la miniserie “Citas Barcelona”.
En 2025 estrenó la serie, para Movistar Plus+,'Los sin nombre'.

## Estilo e influencias
Según el propio autor reconoce, Freixas es un realizador muy influenciado por el cine generacional de las décadas de los 70 y los 80 (Steven Spielberg, George Lucas o Robert Zemeckis).

## Equipo habitual
Freixas suele rodearse del mismo equipo técnico desde sus inicios ("Yo sigo trabajando con mis compañeros de FP, con los que conozco desde los dieciocho años", afirma): Marta Pahissa (ayudante de dirección), Julián Elizalde (director de fotografía), Ferran Mengod (técnico de sonido), Jaume Martí (montador), Joan Sabaté (director artístico), Núria Anglada (directora de vestuario), Marc Orts (mezclador de sonido) y, más recientemente, Arnau Bataller, que ha puesto música a Héroes (2010) y Polseres vermelles (2011).

## Filmografía

### Televisión
- Happy House (2000) (director y guionista)
- Nines ruses (Muñecas rusas) (2002) (director)
- Àngels i Sants (Àngels y Sants) (2006) (director y guionista)
- R.I.S. Científica (2007) (director)
- Los misterios de Laura (2009) (director y productor)
- Hermanos y detectives (2009) (director)
- La pérdida (2009) (director de la segunda unidad)
- Polseres vermelles (2011 - 2013) (director y coproductor)
- La fuga (2012) (director)
- Cites (2015 - 2016, 2023-) (director y creador)
- Sé quién eres (serie, (2017) (director)
- Benvinguts a la familia (serie, (2018 - 2019) (director)
- Días de Navidad (serie, (2019) (director)
- Todos mienten (serie, 2021-) (creador, director y guionista)
- Los sin nombre (2025) (director)

### Cine
- Cactus (2001) (director y guionista)
- Cámara oscura (2003) (director y coguionista)
- Herois (Héroes) (2010) (director y coguionista)

## Premios

### Galardones
- 2005 - Mejor director novel por Cámara oscura en la III Edición de los Premis Barcelona de Cinema.[5]
- 2011 - Mejor ópera prima por Herois (Héroes) en la XX Edición de los Premios Turia.[17]

### Nominaciones
- 2005 - Mejor guion (con Hèctor Claramunt) por Cámara oscura en la III Edición de los Premis Barcelona de Cinema.[17]
- 2007 - Mejor telefilme por Àngels i Sants (Àngels y Sants) en la V Edición de los Premis Barcelona de Cinema.[17]
- 2011 - III Premios Gaudí de la Academia de Cine Catalán:[11][18][19][20]
  - Mejor dirección por Herois (Héroes).
  - Mejor guion (con Albert Espinosa) por Herois (Héroes).
- 2011 - Medallas del Círculo de Escritores Cinematográficos (CEC)]]:
  - Mejor guion original (con Albert Espinosa) por Herois (Héroes).[17]